# Aximopsis aximoides
Aximopsis aximoides is een vliesvleugelig insect uit de familie Eurytomidae. De wetenschappelijke naam is voor het eerst geldig gepubliceerd in 1943 door Masi.